# Papaya dei Caraibi
Papaya dei Caraibi (Fruta Sexual del Caribe) è un film del 1978 diretto da Joe D'Amato.
È il primo film del cosiddetto "periodo esotico-erotico", una serie di pellicole erotiche contaminate con l'horror e l'hard girate da D'Amato a Santo Domingo tra il 1978 e il 1981. Papaya dei Caraibi (Fruta Sexual del Caribe) non contiene però scene hard e anche le scene splatter sono poche. Si tratta invece di un thriller erotico che codificò il cinema erotico-esotico di D'Amato.

## Trama
Durante un rapporto sessuale Papaya, una ragazza caraibica, evira a morsi il suo partner. Subito dopo viene bruciata la capanna dove questi viveva. 
 Sara è una giornalista che si trova in vacanza a Santo Domingo. Lì incontra il suo amico Vincent, un geologo che lavora in una centrale nucleare. I due decidono di trascorrere insieme la vacanza e incontrano per caso Papaya mentre sta facendo l'autostop. 
 In realtà, quest'ultima fa parte di un gruppo di ribelli che intendono impedire la costruzione di una centrale nucleare a Santo Domingo; Papaya seduce ingegneri e geologi, con il solo scopo di farli parlare del progetto, quindi li uccide. 
 La ragazza prende di mira anche Vincent, seducendolo ed entrando in possesso di maggiori informazioni sul progetto della centrale nucleare. Alla fine anche il ragazzo viene ucciso, mentre Sara viene rapita e trattenuta nel villaggio, con il compito di scrivere articoli sui ribelli. Ella però s'innamora di un ribelle e ciò provoca la gelosia di Papaya, che tenta di uccidere l'uomo, quindi ha un rapporto lesbico con Sara, la quale decide di rimanere nel villaggio diventando una ribelle.

## Produzione
Papaya dei Caraibi nasce insieme a Duri a morire, un film d'azione girato da D'Amato a Santo Domingo nel 1978. Dopo il successo di questo film, D'Amato decise di girare una serie di film erotici a Santo Domingo, il primo dei quali fu appunto Papaya dei Caraibi.
Il soggetto del film fu scritto da Roberto Gandus, che aveva collaborato alla sceneggiatura di Noa Noa, diretto da Ugo Liberatore nel 1974. La sceneggiatura di Papaya dei Caraibi porta la firma del produttore Carlo Maietto, ma in realtà fu scritta interamente da Joe D'Amato.

## Collegamenti ad altre pellicole
- Un'evirazione a morsi è presente anche in Le notti erotiche dei morti viventi, diretto da Joe D'Amato nel 1980.

## Titoli per l'estero
Il film uscì in Francia come Et mourir de plaisir, in Germania Ovest come Papaya - Die Liebesgöttin der Cannibalen e in Spagna come Fruta sexual del Caribe.